# Antonella Serra Zanetti
Pour les articles homonymes, voir Zanetti et Serra Zanetti.
Ne pas confondre avec Adriana Serra Zanetti, sa sœur aînée également joueuse de tennis.
Antonella Serra Zanetti (née le 25 juillet 1980 à Modène) est une joueuse de tennis italienne, professionnelle de la fin des années 1990 à 2008.

## Biographie
Antonella Serra Zanetti a gagné deux tournois WTA en double dames au cours de sa carrière.
En simple, elle crée la surprise en battant Patty Schnyder au 1er tour de Wimbledon en 2005, et atteint le 3e tour du tournoi. L'année suivante, elle subit la revanche de Schnyder au même stade de la compétition.
Sa sœur aînée, Adriana, a aussi évolué sur le circuit, réalisant de meilleures performances en simple.
Antonella Serra Zanetti a joué dans l'équipe italienne de Fed Cup en 2002 et 2003.

## Palmarès

### Titre en simple dames
Aucun

### Finale en simple dames
| No | Date       | Nom et lieu du tournoi                | Catégorie | Dotation  | Surface      | Vainqueure  | Score         |          |
| -- | ---------- | ------------------------------------- | --------- | --------- | ------------ | ----------- | ------------- | -------- |
| 1  | 31-03-2003 | GP Princesse Lalla Meryem, Casablanca | Tier V    | 110 000 $ | Terre (ext.) | Rita Grande | 6-2, 4-6, 6-1 | Parcours |

### Titres en double dames
| No | Date       | Nom et lieu du tournoi | Catégorie | Dotation  | Surface      | Partenaire            | Finalistes                               | Score         |          |
| -- | ---------- | ---------------------- | --------- | --------- | ------------ | --------------------- | ---------------------------------------- | ------------- | -------- |
| 1  | 11-10-2004 | Tashkent Open Tachkent | Tier IV   | 140 000 $ | Dur (ext.)   | Adriana Serra Zanetti | Marion Bartoli Mara Santangelo           | 1-6, 6-3, 6-4 | Parcours |
| 2  | 16-05-2005 | Istanbul Cup Istanbul  | Tier III  | 200 000 $ | Terre (ext.) | Marta Marrero         | Daniela Klemenschits Sandra Klemenschits | 6-4, 6-0      | Parcours |

### Finale en double dames
Aucune

## Parcours en Grand Chelem

### En simple dames
| Année | Open d'Australie | Open d'Australie    | Internationaux de France | Internationaux de France | Wimbledon       | Wimbledon         | US Open         | US Open            |
| ----- | ---------------- | ------------------- | ------------------------ | ------------------------ | --------------- | ----------------- | --------------- | ------------------ |
| 2002  | 2e tour (1/32)   | Marlene Weingärtner | -                        | -                        | 1er tour (1/64) | Vera Zvonareva    | 2e tour (1/32)  | Martina Hingis     |
| 2003  | 2e tour (1/32)   | Barbara Schwartz    | 1er tour (1/64)          | Iroda Tulyaganova        | 1er tour (1/64) | C. Granados       | 2e tour (1/32)  | Anastasia Myskina  |
| 2004  | 2e tour (1/32)   | Svetlana Kuznetsova | -                        | -                        | -               | -                 | 2e tour (1/32)  | Chanda Rubin       |
| 2005  | 1er tour (1/64)  | Tatiana Panova      | 2e tour (1/32)           | Tatiana Golovin          | 3e tour (1/16)  | Magdalena Maleeva | 1er tour (1/64) | Pauline Parmentier |
| 2006  | 1er tour (1/64)  | Francesca Schiavone | 1er tour (1/64)          | Alicia Molik             | 1er tour (1/64) | Patty Schnyder    | -               | -                  |

À droite du résultat, l’ultime adversaire.

### En double dames
| Année | Open d'Australie              | Open d'Australie         | Internationaux de France         | Internationaux de France    | Wimbledon                        | Wimbledon                | US Open                          | US Open                   |
| ----- | ----------------------------- | ------------------------ | -------------------------------- | --------------------------- | -------------------------------- | ------------------------ | -------------------------------- | ------------------------- |
| 2002  | 1er tour (1/32) Joana Cortez  | N. Dechy Émilie Loit     | 1er tour (1/32) A. Serra Zanetti | Maja Matevžič Dragana Zarić | 1er tour (1/32) A. Serra Zanetti | Navrátilová N. Zvereva   | 1er tour (1/32) A. Serra Zanetti | E. Dementieva J. Husárová |
| 2004  | 1er tour (1/32) S. Foretz     | B. Stewart S. Stosur     | 2e tour (1/16) A. Serra Zanetti  | B. Schett P. Schnyder       | 1er tour (1/32) A. Serra Zanetti | M. Casanova Nicole Pratt | 1er tour (1/32) A. Serra Zanetti | B. Schett P. Schnyder     |
| 2005  | 1er tour (1/32) Marta Marrero | Li Ting Sun Tiantian     | 1er tour (1/32) Anne Kremer      | Elena Bovina E. Dementieva  | 2e tour (1/16) Beygelzimer       | B. Stewart S. Stosur     | 2e tour (1/16) Marta Marrero     | E. Dementieva F. Pennetta |
| 2006  | 3e tour (1/8) S. Foretz       | Likhovtseva V. Zvonareva | 1er tour (1/32) S. Foretz        | Chakvetadze Elena Vesnina   | 1er tour (1/32) S. Foretz        | M. Krajicek Sania Mirza  | 1er tour (1/32) Melinda Czink    | Maret Ani Meilen Tu       |

Sous le résultat, la partenaire ; à droite, l’ultime équipe adverse.

## Parcours en Fed Cup
| #                                                                   | Date       | Lieu       | Surface      | Gagnante(s)                      | Perdante(s)                        | Score           |          |
|                                                                     |            |            |              |                                  |                                    |                 |          |
| 2002 - 1er tour (groupe mondial) - Italie - Suède - 5 : 0           |            |            |              |                                  |                                    |                 |          |
| 1                                                                   | 27/04/2002 | Milan      | Terre (ext.) | Ant. Serra Zanetti               | Åsa Svensson                       | 6-74, 6-3, 10-8 | Parcours |
|                                                                     |            |            |              |                                  |                                    |                 |          |
| 2003 - 1er tour (groupe mondial) - Suède - Italie - 2 : 3           |            |            |              |                                  |                                    |                 |          |
| 2                                                                   | 26/04/2003 | Linköping  | Dur (int.)   | Sofia Arvidsson                  | Ant. Serra Zanetti                 | 6-4, 6-72, 6-3  | Parcours |
| 2                                                                   | 26/04/2003 | Linköping  | Dur (int.)   | Hanna Nooni                      | Ant. Serra Zanetti                 | 0-6, 6-2, 6-4   | Parcours |
|                                                                     |            |            |              |                                  |                                    |                 |          |
| 2003 - 1/4 de finale (groupe mondial) - États-Unis - Italie - 5 : 0 |            |            |              |                                  |                                    |                 |          |
| 3                                                                   | 19/07/2003 | Washington | Dur (ext.)   | Lisa Raymond Alexandra Stevenson | Tathiana Garbin Ant. Serra Zanetti | 6-1, 6-2        | Parcours |

## Classements WTA en fin de saison

### En simple
| Année | 1995 | 1996 | 1997 | 1998 | 1999 | 2000 | 2001 | 2002 | 2003 | 2004 | 2005 | 2006 | 2007 | 2008 |
| Rang  | 855  | 466  | 340  | 183  | 181  | 184  | 184  | 92   | 107  | 99   | 64   | 316  | 332  | 754  |

Source : (en) « Classements de Antonella Serra Zanetti », sur le site officiel du WTA Tour

### En double
| Année | 1995 | 1996 | 1997 | 1998 | 1999 | 2000 | 2001 | 2002 | 2003 | 2004 | 2005 | 2006 | 2007 | 2008 |
| Rang  | 862  | 882  | 552  | 269  | 255  | 177  | 154  | 150  | 99   | 82   | 69   | 136  | 378  | 826  |

Source : (en) « Classements de Antonella Serra Zanetti », sur le site officiel du WTA Tour